# Stazione di Uguisudani
La Stazione di Uguisudani (鶯谷駅?, Uguisudani-eki) è una stazione ferroviaria di Tokyo, si trova a Taitō. La stazione di Uguisudani è famosa in città per essere molto vicina ad un grande numero di love hotel.

## Storia
La stazione fu aperta il giorno 11 luglio 1912.

### Derivazione del nome
Il nome deriva da una valle in precedenza abitata da un gran numero di particolari uccelli chiamati proprio uguisu.

## Linee
- East Japan Railway Company
  - ■ Linea Yamanote
  - ■ Linea Keihin-Tōhoku

## Struttura
| 1 | ■ Linea Keihin-Tōhoku | per Tabata, Akabane e Ōmiya       |
| 2 | ■ Linea Yamanote      | per Ikebukuro, Shinjuku e Shibuya |
| 3 | ■ Linea Yamanote      | per Ueno, Tokyo e Shimbashi       |
| 4 | ■ Linea Keihin-Tōhoku | per Ueno, Tokyo, Yokohama e Ōfuna |

## Stazioni adiacenti
| «                   | Servizio       | »              |
| Linea Yamanote      | Linea Yamanote | Linea Yamanote |
| ------------------- | -------------- | -------------- |
| Ueno                | -              | Nippori        |
| Linea Keihin-Tōhoku |                |                |
| Ueno                | Locale         | Nippori        |
| Il rapido non ferma |                |                |